# Vandana
Le Vandana appelé aussi guru vandana ou vandanaka est un rituel qui se doit quotidien pour les moines-ascètes du jaïnisme. Il s'agit en fait de montrer du respect envers les anciens religieux de cette foi. Les prières envers ces âmes, ces jivas, peuvent être réalisées devant des images de Maîtres éveillés: les Tirthankaras. Les simples croyants suivent aussi cette pratique. Les pujas du jaïnisme prônent également la prière envers les anciens moines. Le Namaskara Mantra, un mantra des plus célèbres de cette religion rend hommage aux anciens croyants. 